# Potters Bar Town
Potters Bar Town F.C. ist ein englischer Fußballverein aus Potters Bar, Hertfordshire, England. Der Verein wurde 1960 als Mount Grace Old Scholars gegründet. 1991 wurde der Vereinsname in Potters Bar Town geändert. Seit 2013 spielt der Verein in der Southern League. Die Vereinsfarben sind hellblau und rot.

## Erfolge
- Spartan South Midlands League
  - Premier Division Meister 1996/97, 2004/05
  - Premier Division League Cup Sieger 1997, 2005
  - Floodlit Cup Sieger 1998, 2006
- Herts Senior County League
  - Premier Division Meister 1990/91
- Herts Charity Shield
  - Sieger 2003, 2005, 2007
- Potters Bar Charity Cup
  - Sieger 1996, 2004, 2005
- Aubrey Cup
  - Meister 1991
- North London Combination
  - Premier Division Meister 1967/68

## Stadion
Der Verein spielt im Parkfield Stadion, das viele Jahre auch von der Reservemannschaft des Arsenal Ladies FC genutzt wurde.